# Эльмсхорн
Эльмсхорн (нем. Elmshorn) — город в Германии, в земле Шлезвиг-Гольштейн. 
Входит в состав района Пиннеберг.  Население составляет 50 728 человека (на 2023 год). Занимает площадь 21,36 км². Официальный код  —  01 0 56 015.
В городе находится памятник культуры, водонапорная башня, построенная в 1902 году.

## Города-побратимы
- Тараскон, Франция (1987)
- Виттенберге, Германия (1990)
- Старгард-Щециньски, Польша (1993)
- Райсио, Финляндия (2000)
- Юндеватт, Дания
- Мольде, Норвегия
- Шоттен, Германия

## Фотографии

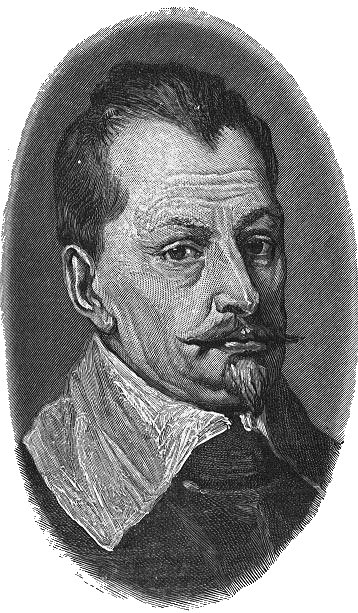
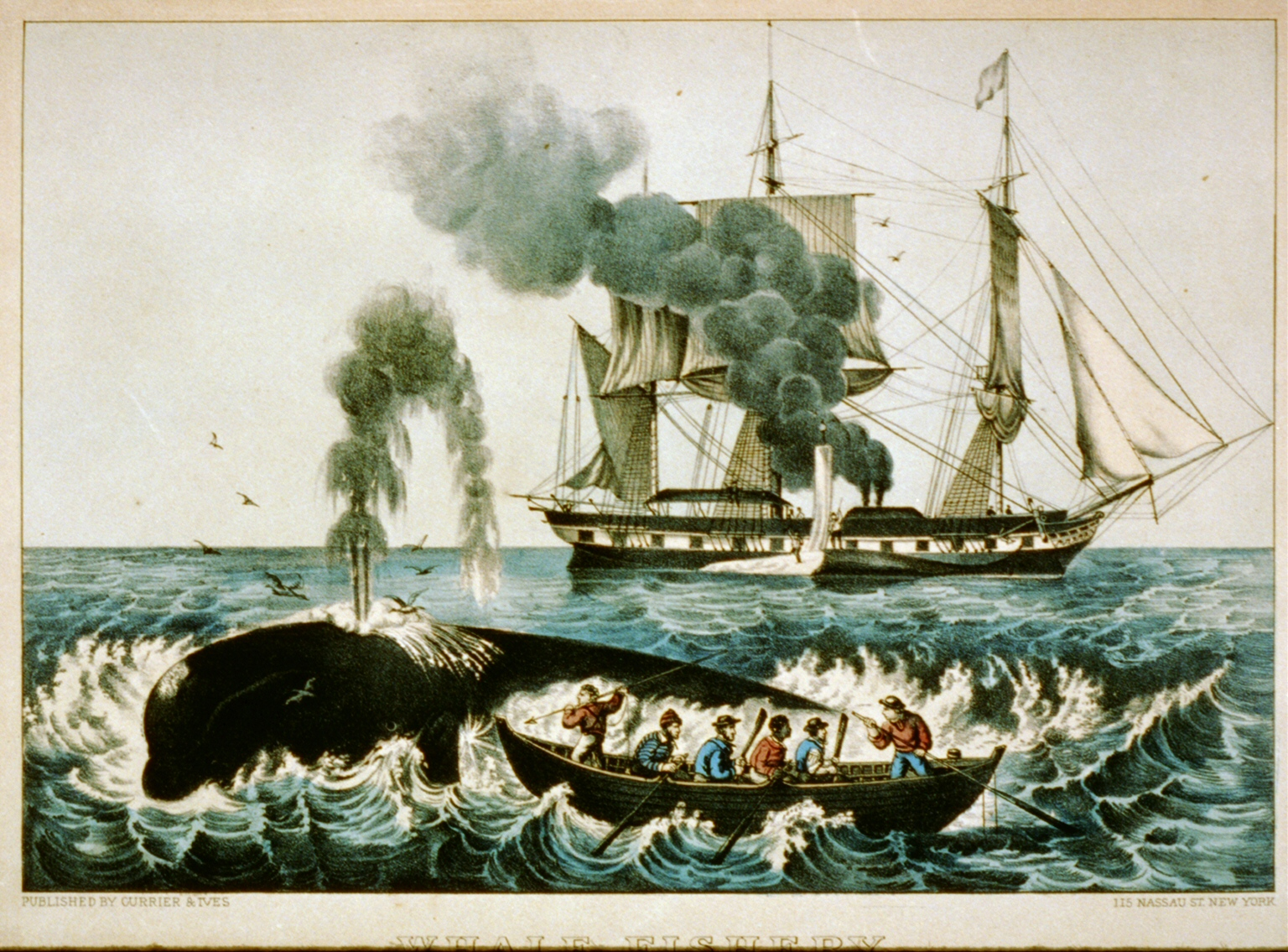
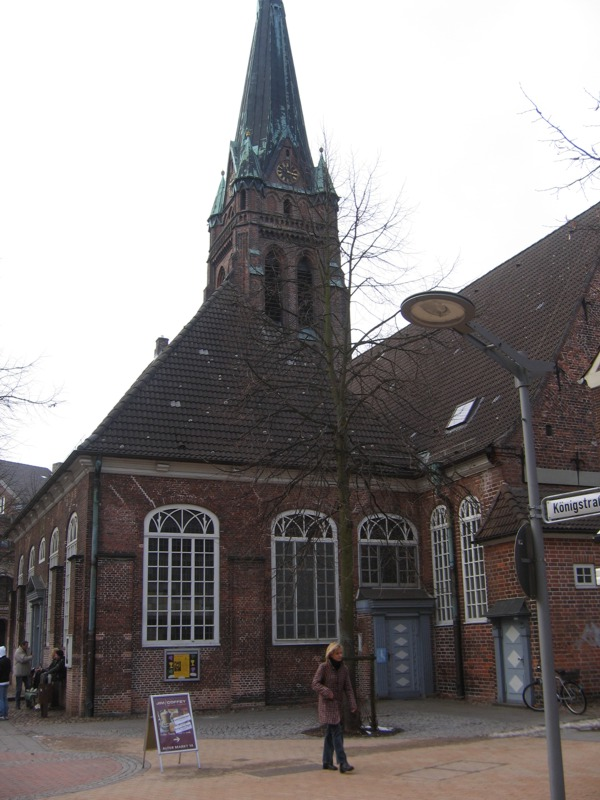
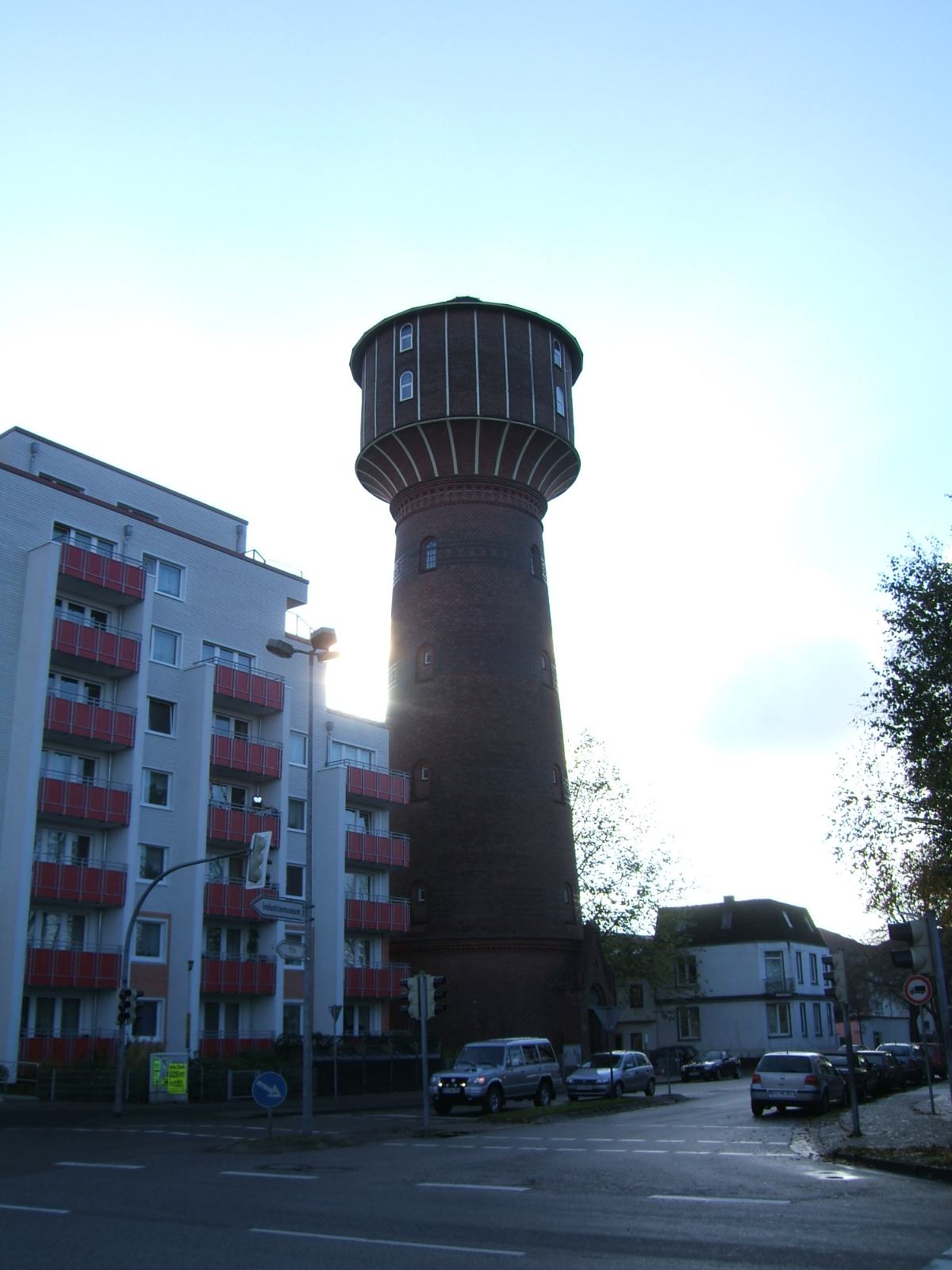
Водонапорная башня
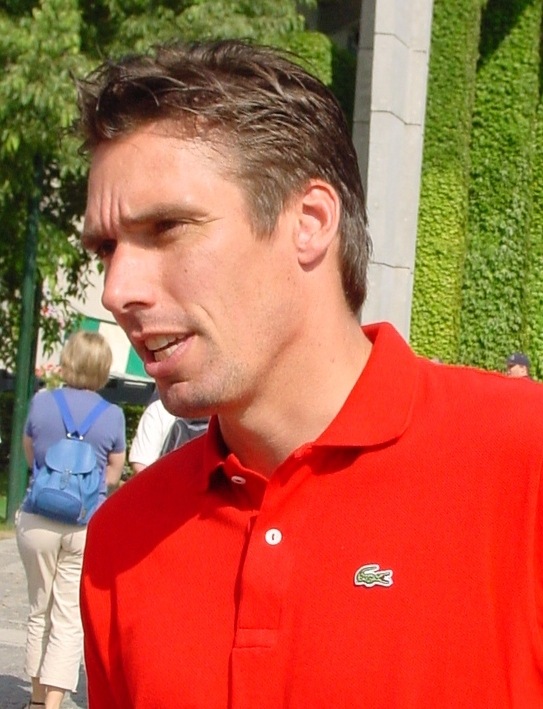
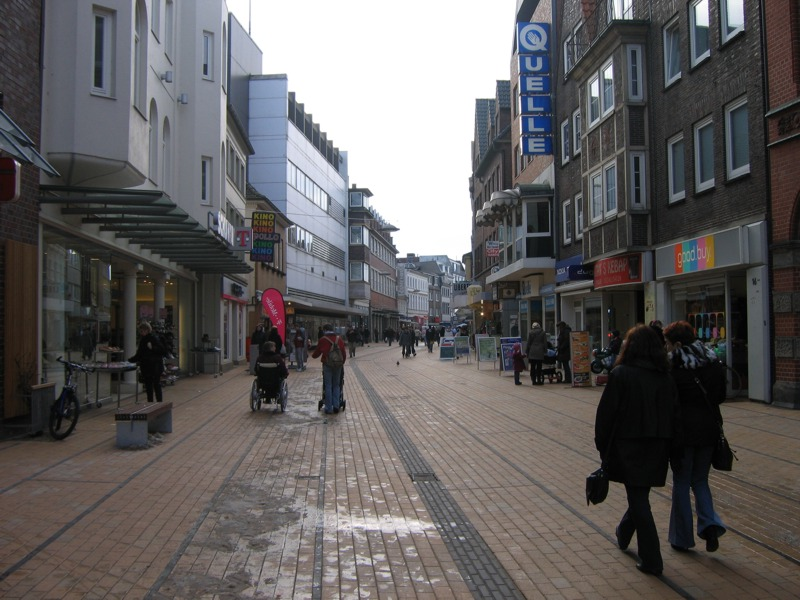
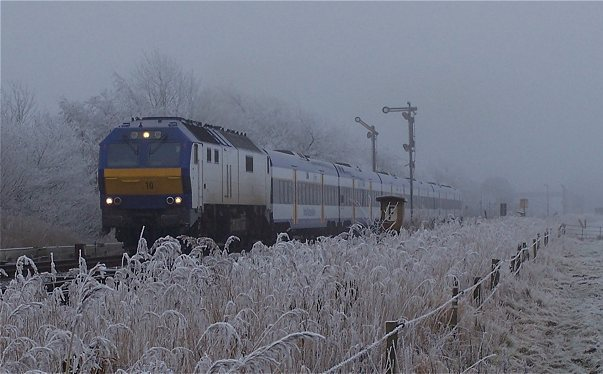
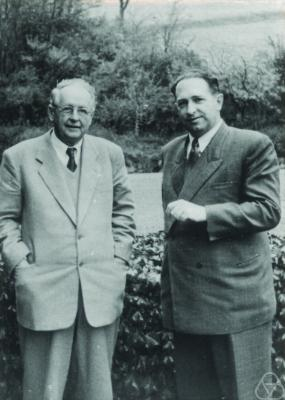